# ウィンターワンダーランド
「ウィンターワンダーランド」（Winter Wonderland、邦題：すてきな雪景色）は、フェリックス・バーナードが作曲、リチャード・バーナード・スミスが作詞した1934年の曲である。その季題により、北半球ではクリスマスソングとされることがよくある。リチャード・ヒンバーによる初録音以降、これまで200人以上のアーティストによりカヴァーされてきた。日本語版は漣健児が訳詞している。またその日本語版はNHKの『みんなのうた』でも1964年に放送された
この曲の歌詞は、とあるカップルの冬のロマンスを描いている。後に1947年に出された歌詞には、「ロマンティックな冬の間奏から、雪で遊ぶ季節の歌」へ変わった「新しい子供向けの歌詞」が含まれている。間奏に登場する雪だるまは大臣からサーカスのピエロに、最後の部分でカップルがする約束は、はしゃぐ歌詞に変更された。ジョニー・マティスなどの歌手は、2つのバージョンの曲を繋げて、追加の歌詞とコーラスを入れた『ウィンターワンダーランド』を生み出した。

## 歴史
ペンシルベニア州ホーンズデール出身のスミスは、伝えられるところによれば、雪に覆われたホーンズデールのセントラルパーク(Honesdale's Central Park)を見て歌詞を書こうと思ったとされる。そしてスミスはスクラントンにあるウエストマウンテン・サナトリウム(West Mountain Sanitarium)で結核の療養中に歌詞を書いた。
初録音は1934年にRCA Victorによって行われた。ヒンバーとホテル・リッツカールトン・オーケストラ(Hotel Ritz-Carlton Orchestra)による別の録音時の終わりに、空き時間を使って、RCA Victorはアーティ・ショウや他のニューヨークのスタジオ・ミュージシャンを加えたアレンジで『ウィンターワンダーランド』の録音を提案した。
1934年のガイ・ロンバルドのカヴァーは、同年の大ヒットとなった。
スウェーデン語版の『Vår vackra vita vintervärld』には、トムテへの言及がある。マティスのカヴァーは1958年のレコード『Merry Christmas』に収録されており、最初と2番目のリフレインの間にイントロが入っている。
1960年にはエラ・フィッツジェラルドが、ヴァーヴ・レコードからジャズ・アレンジの『Ella Wishes You a Swinging Christmas』を出した。

## 受章等
ガイ・ロンバルド版は発売時にチャート1位になった。 ジョニー・マーサー版は、1946年のビルボード・エアプレイ・チャートの4位になった。同年のペリー・コモ版はトップテンに入るヒットとなり、コモは1959年のクリスマスアルバムで再録音している。
2007年11月、米国作曲家作詞家出版者協会は、ユーリズミックスの1987年の曲が最も演奏されたことを採り上げて、過去5年間に最も演奏された会員制作のホリデーソングに『ウィンターワンダーランド』を選んだ。

## チャート

### トニー・ベネット版
| チャート (1968–2019)                  | 最高順位 |
| ------------------------------------- | -------- |
| オーストラリア                        | 40       |
| デンマーク（トラックリステン）        | 35       |
| ハンガリー（Hungarystream）           | 34       |
| オランダ（Dutch100）                  | 57       |
| ニュージーランド（Recorded Music NZ） | 39       |
| ノルウェー（VG-lista）                | 35       |
| ポルトガル                            | 68       |
| スウェーデン                          | 42       |
| スイス                                | 66       |
| イギリス                              | 96       |
| US Holiday 100 (Billboard)            | 87       |

### ダーレン・ラヴ版
| チャート (2019)          | 最高順位 |
| ------------------------ | -------- |
| US Rolling Stone Top 100 | 41       |

## カバーした歌手
- リチャード・ヒンバー（英語版）
- ダーレン・ラヴ
- トニー・ベネット
- ビング・クロスビー
- マイケル・ブーブレ
- ユーリズミックス
- ジョニー・マーサー
- ジョニー・マティス
- ペリー・コモ
- ガイ・ロンバルド（英語版）
- エラ・フィッツジェラルド
- フラーケ・ローレンツ